# Graecostasis
Die Graecostasis war der Versammlungsort der griechischen Gesandten auf dem Forum Romanum.
Sie befand sich gegenüber der Curia Hostilia nahe bei der Rostra und war vermutlich etwas erhöht (vgl. Varro 1. 1. 5, 155 und Plinius der Ältere, Naturalis historia 33, 19). Zur Lagebestimmung kann Plinius’ Aussage (Naturalis historia 7, 212) dienen, dass die Mittagsstunde eingetreten war, wenn die Sonne von der Curia aus gesehen zwischen Graecostasis und Rostra stand. Ob es sich bei der Graecostasis nur um eine Art Plattform oder ein wirkliches Bauwerk handelte, ist nicht ganz klar. Im Zuge der Umgestaltung des Comitiums und der Verlegung der Rostra unter Gaius Iulius Caesar und Augustus wurde die Graecostasis aufgelöst.